# Paul Tournier
 (juillet 2024).
Si vous disposez d'ouvrages ou d'articles de référence ou si vous connaissez des sites web de qualité traitant du thème abordé ici, merci de compléter l'article en donnant les références utiles à sa vérifiabilité et en les liant à la section « Notes et références ».
Paul Tournier né à Genève le 12 mai 1898  et mort à Troinex le 7 octobre 1986, est un médecin suisse.

## Biographie
Son père, âgé de 70 ans, décède deux mois après sa naissance. En 1904, il perd également sa mère qui n'est âgée que de 42 ans et il est dès lors élevé par un oncle et une tante. Il obtient son doctorat de médecine en 1923 et ouvre un cabinet de médecine générale à Genève en 1925 après s'être marié avec Nelly Bouvier l'année d'avant ; ils ont deux enfants. 
En 1932, il entre en contact avec les Groupes d'Oxford, et réfléchit à la relation du médecin avec son patient. À partir de 1937, son cabinet médical devient un cabinet-conseil à vocation psychologique et, en 1938-1939, il rédige son premier livre Médecine de la personne, qu'il dédie à Frank Buchman, inspirateur des Groupes d'Oxford, « dont le message a exercé une influence profonde sur ma vie personnelle et m'a obligé à réfléchir au sens réel de ma vocation. ». Il organise une association sous l'intitulé de « Médecine de la Personne » qui se réunit à Institut œcuménique de Bossey, une fois par an.
Il écrit une vingtaine de livres. Son épouse Nelly décède en 1974 ; il se remariera en 1984 avec Corinne O'Rama.
En 1982, il renoue avec le mouvement Initiatives et Changement, héritier des Groupes d'Oxford, dont le centre de rencontres est situé à Caux au-dessus de Montreux.
Le psychiatre suisse Paul Plattner (de) va s'inspirer de lui et de son association pour sa fondation Pro Mente Sana (de).

## Ouvrages (sélection)
- De la solitude à la communauté, Delachaux & Niestlé, Neuchâtel / Paris, 1943/1948
- Bible et Médecine, Delachaux & Niestlé, Neuchâtel, Paris
- Le Personnage et la personne, Delachaux et Niestlé, Neuchâtel et Paris, 1955
- L'Aventure de la Vie, Delachaux et Niestlé, Neuchâtel et Paris, 1965
- L'Homme et son lieu, Delachaux et Niestlé, Neuchâtel, 1966
- Apprendre à vieillir, Delachaux et Niestlé, Neuchâtel, 1971
- Face à la souffrance, Labor et Fides, Genève, 1982
- Vivre à l'écoute, Editions de Caux,1984
- Publications de et sur Paul Tournier dans le catalogue Helveticat de la Bibliothèque nationale suisse